# Pegomya centaureae
Pegomya centaureae este o specie de muște din genul Pegomya, familia Anthomyiidae, descrisă de Willi Hennig în anul 1957.
Este endemică în Germania. Conform Catalogue of Life specia Pegomya centaureae nu are subspecii cunoscute.